# Junioreuropamästerskapen i konstsim 2022
Junioreuropamästerskapen i konstsim 2022 arrangerades mellan den 29 juni och 3 juli 2022 i Alicante i Spanien. Det var den 31:a upplagan av junioreuropamästerskapen i konstsim.
Mästerskapet bestod av 12 grenar. Individuellt tävlade både damer och herrar i fritt och tekniskt soloprogram. Damerna tävlade dessutom i både fritt och tekniskt parprogram. Det fanns dessutom ett fritt samt ett tekniskt parprogram i mixedklass. Lagtävlingarna var i öppen klass och bestod av fritt program, tekniskt program, fri kombination och highlight.

## Medaljörer

### Herrar
| Gren             | Guld                    | Guld    | Silver                        | Silver  | Brons                  | Brons               |
| Solo             |                         |         |                               |         |                        |                     |
| Fritt program    | Dennis González Spanien | 82,6000 | Ranjuo Tomblin Storbritannien | 76,8668 | Filippo Pelati Italien | 76,2000             |
| Tekniskt program | Dennis González Spanien | 79,0281 | Filippo Pelati Italien        | 73,2033 | Endast två tävlande    | Endast två tävlande |

### Damer
| Gren             | Guld                                        | Guld    | Silver                              | Silver  | Brons                                    | Brons   |
| Solo             |                                             |         |                                     |         |                                          |         |
| Fritt program    | Darja Mosjynska Ukraina                     | 88,3000 | Susanna Pedotti Italien             | 85,9332 | Marina García Spanien                    | 85,0000 |
| Tekniskt program | Darja Mosjynska Ukraina                     | 87,7529 | Marina García Spanien               | 84,8843 | Susanna Pedotti Italien                  | 84,2934 |
| Par              |                                             |         |                                     |         |                                          |         |
| Fritt program    | Ukraina Darja Mosjynska Anastasija Sjmonina | 88,8668 | Spanien Aitana Crespo Mercedes Díaz | 86,2000 | Italien Alessia Macchi Susanna Pedotti   | 84,8668 |
| Tekniskt program | Ukraina Darja Mosjynska Anastasija Sjmonina | 88,0032 | Spanien Aitana Crespo Mercedes Díaz | 84,0516 | Italien Arianna Di Lecce Vittoria Meucci | 83,5075 |

### Mixed
| Gren             | Guld                                  | Guld    | Silver                                   | Silver  | Brons                                        | Brons   |
| Par              |                                       |         |                                          |         |                                              |         |
| Fritt program    | Spanien María Bofill Dennis González  | 83,0668 | Italien Alessia Austranti Filippo Pelati | 77,2332 | Israel Yogev Dagan Catherine Kunin           | 75,8668 |
| Tekniskt program | Spanien Dennis González Valeria Parra | 80,4318 | Italien Alessia Austranti Filippo Pelati | 75,4428 | Storbritannien Beatrice Crass Ranjuo Tomblin | 75,0174 |

### Lag
| Gren             | Guld | Guld    | Silver | Silver  | Brons | Brons   |
| Fritt program    | Spanien María Bofill Aitana Crespo Mercedes Díaz Txell Ferré Marina García Dennis González Lilou Lluis Valeria Parra                                   | 87,5000 | Italien Beatrice Andina Arianna Di Lecce Beatrice Esegio Alessia Macchi Vittoria Meucci Susanna Pedotti Sophie Tabbiani Giulia Vernice                             | 85,4000 | Frankrike Laelys Alavez Lalie Chassaigne Sasha Comte Louisiane Derenne Shirine Guermoud Oriane Jaillardon Romane Lunel Manon Venturi                                                            | 84,5000 |
| Tekniskt program | Spanien Carmen Beato María Bofill Aitana Crespo Mercedes Díaz Txell Ferré Marina García Lilou Lluis Valeria Parra                                      | 85,5033 | Frankrike Laelys Alavez Angéline Bertinelli Lalie Chassaigne Sasha Comte Shirine Guermoud Oriane Jaillardon Romane Lunel Manon Venturi                             | 84,6081 | Italien Caterina Cucco Arianna Di Lecce Beatrice Esegio Vittoria Meucci Susanna Pedotti Beatrice Petta Sophie Tabbiani Giulia Vernice                                                           | 83,6897 |
| Fri kombination  | Spanien Natàlia Amengual Carmen Beato Regina Casino Aitana Crespo Mercedes Díaz Marina García Irene Garrido Chiara Gómez Aurora Lázaro Valeria Parra   | 88,2332 | Italien Beatrice Andina Caterina Cucco Beatrice Esegio Alessia Macchi Giorgia Macino Vittoria Meucci Susanna Pedotti Beatrice Petta Sophie Tabbiani Giulia Vernice | 85,0668 | Grekland Eleni Fragkaki Eleni Frangou Nikou Garyfaliana Krystalenia Gialama Zoi Karangelou Maria Karapanagiotou Dimitra Karatzoglou Ifigeneia Krommydaki Eleni Papadopoulou Lydia Papanastasiou | 84,7332 |
| Highlight        | Spanien Natàlia Amengual María Bofill Regina Casino Mercedes Díaz Marina García Irene Garrido Chiara Gómez Dennis González Aurora Lázaro Valeria Parra | 87,0668 | Italien Beatrice Andina Caterina Cucco Beatrice Esegio Alessia Macchi Giorgia Macino Vittoria Meucci Susanna Pedotti Beatrice Petta Sophie Tabbiani Giulia Vernice | 85,3000 | Grekland Eleni Fragkaki Eleni Frangou Nikou Garyfaliana Krystalenia Gialama Zoi Karangelou Maria Karapanagiotou Dimitra Karatzoglou Ifigeneia Krommydaki Eleni Papadopoulou Lydia Papanastasiou | 84,1332 |

## Medaljtabell
*   Värdland ( Spanien)
| Nr                  | Nation              | Guld | Silver | Brons | Totalt |
| ------------------- | ------------------- | ---- | ------ | ----- | ------ |
| 1                   | Spanien*            | 8    | 3      | 1     | 12     |
| 2                   | Ukraina             | 4    | 0      | 0     | 4      |
| 3                   | Italien             | 0    | 7      | 5     | 12     |
| 4                   | Frankrike           | 0    | 1      | 1     | 2      |
| 4                   | Storbritannien      | 0    | 1      | 1     | 2      |
| 6                   | Grekland            | 0    | 0      | 2     | 2      |
| 7                   | Israel              | 0    | 0      | 1     | 1      |
| Totalt (7 nationer) | Totalt (7 nationer) | 12   | 12     | 11    | 35     |